# Birger Gundersen
Birger Gundersen, né le 17 août 1962, est un pilote automobile norvégien de rallyes.

## Biographie
Sa carrière de pilote en compétition automobile s'étale de 1986 sur Opel Ascona 2000 à 2000 (avec une réapparition régulière en championnat national en 2009 sur Subaru Impreza STi).
Bård a été son copilote régulièrement jusqu'en 1989, puis Cato Menkerud essentiellement, de 1996 à 2000.

## Palmarès

### Titres
- Champion de Norvège des rallyes, en 1997 sur Ford Escort RS Cosworth;
  - Vice-champion de Norvège des rallyes Formule 2, en 1999 sur Seat Ibiza Kit Car;

### Victoire en ERC
- Rallye Finnskog de Norvège: 1995 (copilote Petter Vegel, sur Ford Escort RS Cosworth; 2e en 1996, 1997 et 1998, en 7 participations).

### Quelques victoires notables en championnat national
- Rallye Snofreser'N: 1994;
- Rallye Finnskog: 1995;
- Rallye de Trondellag: 1997.

### victoires en rallye sprint
- Sprintrally de Bilbyen Ouest: 1997;
- Aurskog Holand Sprinten: 1997.